# Іванов Микола Кузьмич
Іванов Микола Кузьмич, народжений Микола Карбаченський (сценічне псевдо — італ. Nicola Ivanoff) (*22 жовтня 1810, с. Вороніж, Глухівський повіт, Російська імперія — 19 липня 1880, Болонья, Італія) — український оперний співак, тенор. Співав у оперних театрах Італії, Франції, Швейцарії, Великої Британії.

## Життєпис
Народився Микола Карбаченський 22 жовтня 1810 року в багатодітній селянській родині в селі Вороніж, що на Сумщині. Початки своєї вокально-хорової освіти здобув у славетній Глухівській співочій школі, звідти був відібраний, як носій яскравих вокальних даних, і силоміць забраний (не пізніше 1820 року) до Імператорської Придворної співацької капели, якою на той час керував славетний краянин Карбаченського, геніальний Дмитро Бортнянський. Як відомо, за часів керівництва капелою Дмитром Бортнянським її склад становили практично самі українці, позаяк, саме українська земля була знаною на просторах імперії незрівняними співочими голосами.
У березні 1826 року керувати капелою було призначено нового директора — Ф. П. Львова, автора віршованих і прозових творів, співака-аматора, який раніше знався з поетами Г. Державіним і В. Капністом. У навчанні і праці співаків мало що змінилося порівняно з минулим. Микола Карбаченський продовжував співати на церковних відправах і відкритих для публіки концертах. У цей час йому доручають сольні партії. Перше документальне свідчення його виступів у цій ролі відтворено в листі Ф. П. Львова від 30 грудня 1827 року до міністра двору князя П. М. Волконського, в якому він висловловив клопотання про заохочення трьох кращих співаків капели, в тому числі і Миколи, які: «не тільки винятковістю голосів, а й знанням та здібністю до співу не поступаються італійським співакам». Клопотання було задоволено: юнаки отримали по 200 рублів асигнаціями.
У цей період імператорський двір, не шкодував коштів на вишколення найталановитішої молоді у найпрестижніших навчальних закладах Європи для підняття рівня культури, мистецтва, науки в імперії. Завдяки непересічному співочому таланту Миколі Карбаченському пощастило потрапити до когорти вибраних українців, яких відправили на навчання в Європу за казенний кошт.
1830 року у віці 20 років Карбаченського під опікунством композитора та викладача вокалу Михайла Глінки відправляють на навчання в Італію. При цьому з легкої руки чиновника імператорської канцелярії незручне для вимови прізвище Карбаченський трансформують в прізвище Іванов.
В Італії Микола, вже Іванов, потрапив на навчання до одного із найвідоміших тогочасних італійських співаків та вокальних педагогів Еліодоро Б'янкі, який вів свою вокально-педагогічну практику у Мілані. На переконання Б'янкі Миколі, який володів рідкісним типом найвищого за звучанням чоловічого голосу — контра-тенором і тембром з барвами від металевого блиску до найтонших тонів оксамитових відтінків, після завершення вокального вишколу стане посильним виконання будь-якого оперно-тенорового репертуару на найпрестижніших оперних сценах світу.
І це передбачення після трирічного удосконалення техніки співу у класах таких відомих педагогів, як Жозефіни Фодор-Менвьєль та Генріха Панофки справдилося.
Уже у 1832 році Миколі Іванову доручають виконання сольної партії в кантаті Джовані Пачінні Вірний Іменей. Блиск і широчінь діапазону співака під час виступу у цій опері вразила, навіть, найдоскіпливіших знавців співу. Як наслідок, — ще зовсім незнаному співакові пропонують карколомну у його кар'єрі пропозицію — дебют на сцені неаполітанського «Сан-Карло», одного із найпрестижніших в Європі оперних театрів, в партії Річарда Персі в опері «„Анна Болейн“» Гаетано Доніцетті.
Коли Микола Іванов неочікувано для себе, отримує вимогу про негайне повернення назад в Росію, він вирішує назавжди залишатися в Італії, вигадуючи різні причини неможливості повернення (необхідність лікування від заразної та невиліковної хвороби тощо).
Тріумфальний дебют Миколи Іванова відкрив перед ним двері до сцен найпрестижніших театрів Європи — в Парижі і Лондоні, Неаполі і Мілані, Венеції і Генуї, Болоньї і Римі, Марселі і Відні, Палермо і Турині, Флоренції і Трієсті тощо.
В ансамблі з ним виступали найкращі італійські співаки і співачки «золотої доби бельканто» Джованні Рубіні, Антоніо Тамбуріні, Енріко Тамберліка, Поліна Віардо-Гарсіа, а також артисти і музиканти Австрії, Англії, Ірландії, Німеччини, Норвегії, Польщі, Сербії, Угорщини, Франції, Чехії, Швеції.
З Миколою Івановим товаришували і співпрацювали найвидатніші творці музики ХІХ ст. — Вінченцо Белліні, Гаетано Доніцетті, Джузеппе Верді і Джоаккіно Россіні. Творчим злетом Миколи Іванова стала партія Арнольда в опері Джоаккіно Россіні «Вільгельм Телль»". Під час опери у залі театру знаходився автор музики, який від миті, коли вперше почув голос співака, вже не відпускав його з-поза своєї уваги ні на мить, пишучи з розрахунку саме на його вокальні дані свої нові опери.
Джузеппе Верді, почувши вперше українця у головній партії в опері «Ернані», спеціально для його виконання написав вставну арію «Odi il voto grande iddio». А постановку своєї опери «Аттіла» в Трієсті, а згодом і в Турині, Верді вже не уявляв без участі у ній саме Миколи Іванова.
В період з 1833 по 1837 роки Микола Іванов — провідний соліст Лондонської Королівської опери «Ковент-Гарден». Мистецтво співака сягає такого розголосу і визнання, що найвищим повелінням королеви Великої Британії йому надають британське підданство.
Джузеппе Мадзіні, один із керівників італійського національно-визвольного руху та міжнародної спілки демократів «Молода Європа» (італ. «Giovine Europa»), назвав Миколу у есе «Філософія музики» серед тих, хто вже демонстрував на театральній сцені ідею «соціального мистецтва», місію музики у «релігійному і патріотичному вихованні людських мас».
Двадцять років свого творчого життя Микола Карбаченський-Іванов віддав оперній сцені Європи і, тим самим, ще за життя перетворив своє ім'я у справжню живу легенду. Він завжди називав Україну своєю батьківщиною, а у театрах публіка вітала його як «співака-козака», «народженого під козацьким небом».
Упродовж усього свого життя, засвоївши провідні європейські мови, співак не володів російською.
Своєю ж рідною українською великий співак не переставав мислити, співати та, навіть, спілкуватися, коли траплялася така нагода.
Останок своїх днів великий співак провів у власному будинку в Болоньї, де любив поратися у городі, безупинно наспівуючи про себе піснф, які запам'ятав із свого дитинства. Якось, великий французький композитор Гектор Берліоз, навідавшись до нього та почувши вперше у своєму житті у живому виконанні співака саме ці постійно наспівувані ним українські народні пісні, залишився вельми зворушеним і ще довго після цих відвідин не йняв віри, що десь на земній кулі, окрім Італії, може жити такий музично обдарований народ.
Микола Карбаченський-Іванов помер в Болоньї 19 липня 1880 року в віці 69 років.